# Operazione Aquila
Operazione Aquila (Operation Cross Eagles) è un film del 1969 diretto da Richard Conte.
È un film di guerra statunitense e jugoslavo con Richard Conte e Rory Calhoun ambientato in Jugoslavia durante la seconda guerra mondiale.

## Produzione
Il film, diretto da Richard Conte su una sceneggiatura di Vincent Fotre, fu prodotto da Ika Panajotovic per la Noble Entertainment e la Triglav Film e girato a Trieste e a Pirano in Jugoslavia.

## Distribuzione
Il film fu distribuito con il titolo Operation Cross Eagles negli Stati Uniti nel 1969 al cinema dalla Continental Distributing.
Altre distribuzioni:
- in Jugoslavia nel 1968 (Unakrsna vatra)
- in Danimarca il 15 marzo 1971 (Titos partisaner)
- in Spagna (Águilas cruzadas)
- in Grecia (Epiheirisi 'Stavraetoi')
- in Brasile (Homens que São Feras)
- in Italia (Operazione Aquila)